# 五十嵐日出夫
五十嵐 日出夫（いがらし ひでお、1932年2月7日 - 2006年10月20日）は、日本の工学者・官僚。北海道大学名誉教授・北海学園大学名誉教授。北海道における都市計画学の第一人者。札幌市出身。

## 来歴
1954年（昭和29年）北海道大学工学部土木工学科卒業後、同年運輸省入省。間もなく北海道開発局へ出向。1956年（昭和31年）北海道大学工学部土木工学科専任講師（都市計画学担当）。1958年（昭和33年）同工学部土木工学科助教授（都市計画学担当）。1975年（昭和50年）同工学部土木工学科教授（交通計画学講座）。1995年（平成7年）北海道大学停年退官。同年北海学園大学工学部土木工学科教授（都市計画学担当）。1997年（平成9年）同大学院工学研究科長（ ~ 1999年（平成11年）まで）。2002年（平成14年）北海学園大学退職。同年社団法人北海道開発技術センター会長に就任。
この他、学会においては土木学会理事、土木教育委員会委員長、土木史研究委員会委員長や、学外では、北海道都市計画審議会・札幌市都市計画審議会・小樽市都市計画審議会・苫小牧市都市計画審議会の会長ないし副会長を歴任した。
2006年（平成18年）10月20日、気道閉塞のため74歳で死去。

## 研究領域
交通現象や都市活動を定性的かつ定量的に把握するモデルや理論の研究。後年、風土工学も対象とし、工学的立場から教育論も展開した。

## 学術態度
また、北海道大学において、交通計画学、都市地域計画学、土木史学の創設・発展に貢献。さらに、街路除雪の経済効果推定の研究を行い、積雪寒冷地における除雪予算の重要性を明示し、除雪基準の改善に寄与しました。さらに、道路ネットワークの理論構成に関する研究では、北海道のみならず全国の道路交通体系の整備理論を提案や青函トンネルの客観的な輸送実績データを分析し、航空会社利用や物流事業のニーズを適確に把握して有効利用方策を提言をも行った。

## 受賞歴
- 北海道科学技術賞（1994年（平成6年））
- 日本地域学会功績賞（1994年（平成6年））
- 日本都市計画学会功績賞（2002年（平成14年））
- 正四位瑞宝中綬章（2006年（平成18年））

## 主著
- 『土木計画数理』（共著、朝倉書店、1976年）
- 『JR北海道の課題 : 道新フォーラム』（共著、北海道新聞社〔道新ブックレット8巻〕、1987年）
- 『日本土木史』（共著、技報堂出版、1994年）
- 『ナイフ持たせぬ教育論』（共著、毎日新聞社、1998年）
- 『土木用語大辞典』（五十嵐が編集委員長、技報堂出版、年）
- 『私の考えるクルマ社会 : 未来を語る18のヒント』（共著、丸善出版、2002年）

## 門下生
- 鈴木聡士 - 北海学園大学工学部教授